# Irakli Abaszydze
Irakli Besarionis dze Abaszydze (gruz. ირაკლი ბესარიონის ძე აბაშიძე; ur. 28 grudnia 1908?/10 stycznia 1909 we wsi Choni w guberni kutaiskiej, zm. 14 stycznia 1992 w Tbilisi) – gruziński poeta, działacz społeczny oraz autor wielu wierszy lirycznych, członek rodziny Abaszydze; Bohater Pracy Socjalistycznej .

## Życiorys
Od 1928 roku zaczął publikację swoich utworów. W 1931 roku ukończył studia na wydziale filologii Tbiliskiego Uniwersytetu Państwowego. W 1939 roku wstąpił do WKP(b). W czasie II wojny światowej brał udział w walkach frontowych. Był autorem popularnych wierszy i ballad Kapitan Buchaidze, Piesnia ranienogo i innych . Od 1954 do 1970 pełnił mandat deputowanego do Rady Najwyższej ZSRR od 4 do 7 kadencji.
W latach 1953–1967 był przewodniczącym Związku Pisarzy Gruzińskiej SRR, jednocześnie od 1960 roku wiceprezydentem Gruzińskiej Akademii Nauk, od 12 lipca 1971 do 14 listopada 1990 pełnił funkcję przewodniczącego Rady Najwyższej Gruzińskiej SRR. W latach 1975–1979 był głównym redaktorem gruzińskiej Radzieckiej Encyklopedii (tomy I-XII). Od 1971 do 1990 roku był przewodniczącym Rady Najwyższej Gruzińskiej SRR .
W latach 90. był stronnikiem Zwiada Gamsachurdii .

## Utwory
- Kapitan Buchaidze;
- Piesnia ranienogo;
- Pamiati Lesielidzie[1] .

## Nagrody
- Bohater Pracy Socjalistycznej (22 listopada 1979)[1]
- Order Lenina (czterokrotnie, 17 kwietnia 1958, 2 kwietnia 1966, 18 grudnia 1969 i 22 listopada 1979)
- Order Czerwonego Sztandaru Pracy (dwukrotnie, 24 lutego 1946 i 22 grudnia 1959)
- Order Przyjaźni Narodów (16 listopada 1984)
- Order „Znak Honoru” (31 stycznia 1939)
- Nagroda Państwowa Gruzji (1966)
- Nagroda im. Jawaharlala Nehru (1972)